# Mieczysław Pawełkiewicz
Mieczysław Pawełkiewicz (Bielsko-Biała, 13 de febrero de 1938-Bielsko-Biała, 3 de diciembre de 2007) fue un deportista polaco que compitió en luge en las modalidades individual y doble. Ganó dos medallas de plata en el Campeonato Mundial de Luge, en los años 1963 y 1965.

## Palmarés internacional
| Campeonato Mundial | Campeonato Mundial | Campeonato Mundial | Campeonato Mundial |
| Año                | Lugar              | Medalla            | Prueba             |
| ------------------ | ------------------ | ------------------ | ------------------ |
| 1963               | Imst (Austria)     | Medalla de plata   | Doble              |
| 1965               | Davos (Suiza)      | Medalla de plata   | Individual         |